# Elytrimitatrix mexicana
Elytrimitatrix mexicana là một loài bọ cánh cứng trong họ Cerambycidae.